# Zealandortalis philpotti
Zealandortalis philpotti är en tvåvingeart som beskrevs av Harrison 1959. Zealandortalis philpotti ingår i släktet Zealandortalis och familjen bredmunsflugor. Inga underarter finns listade i Catalogue of Life.